# Thile II. Wolff von Gudenberg
Thile II. Wolff von Gudenberg zu Itter, auch Thilo († um 1480), erwähnt 1439–1480, war ein hessischer Adeliger, Pfandlehensinhaber der Herrschaft Itter an der mittleren Eder in Nordhessen, und landgräflich-hessischer Amtmann von Zierenberg.

## Herkunft
Er entstammte dem ritterbürtigen Geschlecht der Wolff von Gudenberg und war ein Enkel des Thile I. Wolff von Gudenberg († 1404/06), dem 1381 der mainzisch-waldeckische und 1383 der landgräflich-hessische Teil der Herrschaft Itter verpfändet worden waren.  Seine Eltern waren der 1382 erstmals erwähnte Wolf I. († ca. 1459) und dessen Frau Margarethe von Dernbach.

## Leben
Thile folgte seinem Großvater und seinem Vater als Herr von Itter, residierte auf der Burg in Vöhl, nannte sich spätestens ab 1476 Herr von Itter, und fügte 1479 das ittersche Wappen seinem Siegel hinzu. Er war seit 1465 Rat des Landgrafen Ludwig II. von Niederhessen und wurde 1469 Amtmann von Zierenberg. Im Jahre 1465 war er, mit Bernhard von Herzenrode und Johann Nuß, einer der drei Räte des Landgrafen Ludwig, die mit drei Räten des Landgrafen Heinrich III. von Oberhessen, Reinhard von Boyneburg, Eberhard von Wallenstein und Ludwig von Sassen, als Schiedskommission eine detaillierte Bestandsaufnahme der gesamten Landgrafschaft Hessen vornahmen, mit ausführlichen Angaben zu Land und Leuten, Größe, Zubehör, Umfang und Wert der einzelnen Landesteile, Ämter. Städte, Wälder etc. Die Kommission konnte sich jedoch nicht auf einen Teilungsmodus einigen, und der Streit der beiden landgräflichen Brüder um die Teilung des väterlichen Erbes gipfelte 1469/70 im Hessischen Bruderkrieg.

## Ehe und Kinder
Thile war verheiratet mit Anna von Zufraß († 14. Februar 1509, beigesetzt in der Elisabethkirche in Marburg). Aus der Ehe stammten die Kinder:
- Wolf II. (1471–1493); Stifter der Linie zu Meimbressen, die 1671 mit Ernst Moritz erlosch
- Arnold VIII. (1472–1519); seine Linie erlosch mit seinen Enkeln
- Johann (1481–1489)
- Thile III. (1479–1538); ⚭ Katharina von Löwenstein, Stifter der Linie in Höringhausen
- Georg; seine Linie erlosch 1583 mit seinen Söhnen
- Elisabeth; ⚭ Rudolph Voigt